# Primer Gran Despertar
El Primer Gran despertar o El Gran Despertar o Reavivamiento Evangélico fue un movimiento de reavivamiento cristiano protestante que se extendió por la Europa protestante y el Reino Unido y sus colonias en América en las décadas de 1730 y 1740, dejando un impacto permanente en la religión norteamericana. El movimiento de reavivamiento afectó de manera permanente al protestantismo, en tanto sus fieles se esforzaron en renovar la piedad individual y la devoción religiosa. El Gran Despertar marcó el surgimiento del evangelicalismo angloamericano como un movimiento transconfesional dentro de las iglesias protestantes. El término Gran Despertar se usa más a menudo en los Estados Unidos, en tanto que en el Reino Unido se prefiere el de Reavivamiento Evangélico.
Apoyándose en los fundamentos de tradiciones más antiguas—puritanismo, pietismo y presbiterianismo—líderes importantes del reavivamiento como George Whitefield, John Wesley y Jonathan Edwards articularon una teología de reavivamiento y salvación que trascendía los límites confesionales y que ayudó a forjar una identidad evangélica común. Los reavivamentistas añadieron a los imperativos doctrinales del protestantismo de la Reforma un énfasis en las efusiones providenciales del Espíritu Santo. La predicación extemporánea (sermones «improvisados») le dio a quienes la oían un profundo sentido de convicción personal sobre la necesidad de recibir la salvación de Jesucristo, y fomentó la introspección y el compromiso a estándares nuevos de moralidad personal. La teología de reavivamiento enfatizaba que la conversión religiosa no se trataba solo de asentimiento intelectual hacia la doctrina cristiana correcta, sino que tenía que ser un «nuevo nacimiento» experimentado en el corazón. Los reavivamentistas enseñaban también que recibir la certeza de la salvación era una expectativa normal en la vida cristiana. El Gran Despertar fue pues el resultado de la predicación de gran alcance que le dio a los oyentes una sensación de revelación personal de su necesidad de salvación por Jesucristo. Apartándose de los rituales y ceremonias, el Gran Despertar comprende un cristianismo intensamente personal para la persona común mediante el fomento de un profundo sentido de convicción espiritual y de la redención, y mediante el fomento de la introspección y el compromiso de una nueva norma de moralidad personal.
Si bien el reavivamiento evangélico unió a a los evangélicos de varias confesiones diferentes alrededor de creencias compartidas, también llevó a división en las iglesias existentes entre aquellos que apoyaban las reuniones de reavivamiento y los que no. Opositores acusaron a las reuniones de reavivamiento de fomentar el desorden y el fanatismo dentro de las iglesias, envalentonando a predicadores itinerantes sin preparación ni formación, y animando el entusiasmo religioso. En Inglaterra, los anglicanos evangélicos habrían de convertirse en una facción importante dentro de la Iglesia de Inglaterra, y el metodismo surgió a partir de la obra y ministerio de Whitefield y Wesley. En las colonias americanas, el Despertar produjo un cisma entre las iglesias congregacionalistas y presbiterianas, a la vez que fortaleció tanto a las confesiones metodistas como a las bautistas. Tuvo escaso impacto inmediato en la mayoría de luteranos, cuáqueros y no-protestantes, pero daría posteriormente origen a un cisma entre los cuáqueros, que persiste hasta la actualidad. 
Los predicadores evangélicos «buscaron incluir a todas las personas en la conversión, independientemente de su género, raza o estatus». A lo largo de las colonias norteamericanas, especialmente en el Sur de los Estados Unidos, el movimiento de reavivamiento aumentó el número de esclavos africanos y negros libres que fueron expuestos al cristianismo y luego se convirtieron a él. Inspiró también la fundación de nuevas sociedades misioneras, tales como la Sociedad Misionera Bautista en 1792.
Se llevó el cristianismo a los esclavos africanos y fue un evento monumental en Nueva Inglaterra que desafió la autoridad establecida. Incitó rencor y la división entre los antiguos tradicionalistas, quienes insistieron en la importancia de continuar el ritual y la doctrina, y los nuevos impulsores del renacimiento, que animó a la implicación emocional y el compromiso personal. Tuvo un impacto importante en la remodelación de la Iglesia Congregacional, la Iglesia Presbiteriana, la Iglesia Reformada Holandesa y la iglesia alemana reformada y el fortalecimiento de las denominaciones bautistas y metodistas. Tuvo poco impacto entre los anglicanos y cuáqueros.
A diferencia del Segundo Gran Despertar, que comenzó alrededor de 1800 y que llegó a los no creyentes, el primer Gran Despertar estuvo centrado en las personas que ya eran miembros de la iglesia. Cambió sus rituales, su piedad y la conciencia de sí mismos. A los imperativos evangélicos de la Reforma protestante, del siglo XVIII los cristianos norteamericanos añadieron énfasis en la efusión divina del Espíritu Santo y las conversiones que implantan dentro de los nuevos creyentes un intenso amor por Dios. Los despertares encapsularon dichas señales de identidad y propagaron el evangelismo de nueva creación en la república primigenia.

## Alcance

### Dimensión internacional
El avivamiento evangélico fue de alcance internacional, afectando a los países predominantemente protestantes de Europa. La respuesta emocional de la iglesia en Bristol y Londres en 1737, y de los carboneros Kingswood con marcas blancas en las mejillas causadas por las lágrimas en 1769 bajo la predicación de George Whitefield, marcó el inicio del despertar inglés. El historiador Sidney E. Ahlstrom lo considera parte de una "gran conmoción internacional protestante", que también dio origen al pietismo en Alemania, el avivamiento evangélico y el Metodismo en Inglaterra.

### En las colonias americanas
Aunque la idea de un «gran despertar» ha sido puesta en duda por Butler (1982) como vaga y exagerada, es evidente que el período fue una época marcada por un aumento de la actividad religiosa, especialmente en Nueva Inglaterra. El Primer Gran Despertar dio lugar a cambios en la comprensión de Dios por parte de los estadounidenses, de ellos mismos, y del mundo que les rodea. En las colonias del centro y del sur, especialmente en las regiones "interiores del país", el despertar influyó en gran medida entre los presbiterianos. En las comarcas del sur, los predicadores norteños bautistas y metodistas convertían tanto a blancos como a negros, esclavos y libres por igual. Especialmente los bautistas, dieron la bienvenida a los negros en papeles activos en las congregaciones, incluyendo su desempeño como predicadores. Antes de la Revolución Americana, se fundaron las primeras iglesias bautistas negras en el sur de Virginia, Carolina del Sur y Georgia; mientras que en San Petersburgo, Virginia, se fundaron dos iglesias bautistas negras.

### Cismas y conflictos
Las denominaciones calvinistas se vieron especialmente afectadas. Por ejemplo, la Iglesia congregacional en Nueva Inglaterra experimentó 98 divisiones, que en Connecticut también tuvo impacto en el grupo que sería considerado "oficial" a efectos fiscales. Estas divisiones fueron entre las nuevas luces (los que fueron influenciados por el Gran Despertar) y las luces antiguas (aquellos que eran más tradicionales). Se estima que en Nueva Inglaterra las iglesias se repartían en aproximadamente 1/3 de Nuevas Luces, 1/3 de luces antiguas, y el tercio restante las que consideraban válidas a ambas posturas.[cita requerida]

## Sus adalides

### Jonathan Edwards
El renacimiento comenzó de la mano de Jonathan Edwards (1703-1758), el principal teólogo americano de la época colonial y un ministro congregacionalista en Northampton, Massachusetts. Edwards poseía raíces puritanas calvinistas, pero hizo hincapié en la importancia y el poder de la experiencia personal religiosa inmediata. Según sus contemporáneos Edwards era "solemne, con una enunciación clara y cuidadosa, y una cadencia lenta". Sin embargo, sus sermones eran poderosos y atrajo a un gran número de seguidores. Su sermón más famoso es "Pecadores en las manos de un Dios airado". El predicador anglicano George Whitefield, que estuvo de visita proveniente de Inglaterra, continúa el movimiento, viajando a través de las colonias y predicando en un estilo más dramático y emocional, aceptando a todo tipo de audiencias.
Winiarski (2005) examina la predicación de Edwards en 1741, especialmente su famoso sermón "Pecadores en las manos de un Dios airado." Sobre este tema, Edwards tolera el "ruido" del Gran Despertar, pero su acercamiento a la revitalización se volvió más moderado y crítico en los años posteriores.

### George Whitefield
La llegada del joven predicador anglicano George Whitefield, probablemente desató la conflagración religiosa. Whitefield, cuya reputación como un gran orador de púlpito y al aire libre, había precedido a su visita, viajó por las colonias entre 1739 y 1740. A donde quiera fue atrajo grandes y emocionadas multitudes, provocando innumerables conversiones, así como una controversia importante. El ministro inglés George Whitefield quien declaró que el mundo entero era su "parroquia" provocó el Gran Despertar. Dios, proclamaba Whitefield, fue misericordioso. En lugar de estar predestinado a la condenación, hombres y mujeres podían salvarse mediante el arrepentimiento de sus pecados. Whitefield hizo un llamamiento a la pasión de sus oyentes, condenando con energía la alegría desbordante de la salvación y los horrores de la condenación. Sus críticos condenaron su "entusiasmo", su censura, y su predicación itinerante y extemporánea. Un ejemplo famoso de la literatura del nuevo estilo de la predicación se puede encontrar en el sermón de Jonathan Edwards Pecadores en las manos de un Dios airado. Sus técnicas fueron copiadas por imitadores numerosos tanto laicos como clérigos. Ellos también se convirtieron en predicadores itinerantes, difundiendo el Gran Despertar desde Nueva Inglaterra a Georgia, entre ricos y pobres, educados y analfabetos, y en la parte de interior de las regiones, así como en los pueblos y ciudades de costa. El primer edificio de culto nuevo de la Iglesia Congregacional en Massachusetts en el período de 1730-1760 Gran Despertar, se encontraba en la ciudad de nueva incorporación de Uxbridge, Massachusetts. Esta sede se encontró bajo la predica del Rev. Pastor Nathan Webb, natural de Braintree, Massachusetts, que realizó allí su ministerio durante los siguientes 41 años. Su discípulo, Samuel Spring, fue un capellán de la guerra de la Revolución Americana, e inició el Seminario de Andover y la Sociedad Misionera de Massachusetts.
Benjamin Franklin se convirtió en un entusiasta partidario de Whitefield. Franklin, un deísta, quien rara vez asistía a la iglesia, no se adhirió a la teología de Whitefield, pero admiraba a Whitefield por exhortar al pueblo a adorar a Dios mediante las buenas obras. Franklin imprime sermones de Whitefield en la primera página de su Boletín Oficial, dedicando 45 temas a las actividades de Whitefield. Franklin utiliza el poder de su prensa para difundir la fama de Whitefield mediante la publicación de todos los sermones de Whitefield y revistas. En gran parte de las publicaciones realizadas por Franklin entre 1739-1741 figura información sobre el trabajo de Whitefield, ayudando a promover el movimiento evangélico en Estados Unidos. Franklin fue un gran amigo y partidario de Whitefield, hasta la muerte de Whitefield en 1770.

### Estudios académicos
- Ahlstrom, Sydney E.una historia religiosa del pueblo estadounidense(1972) (ISBN 0-385-11164-9)
- Bonomi, Patricia U.Bajo la COPE de los Cielos: Religión, sociedad y política en la América colonial, Oxford University Press, 1988
- Bumsted, JM"¿Qué debo hacer para ser salvo?": El gran despertar en la América colonial, de 1976, Thomson Publishing, ISBN 0-03-086651-0.
- Butler, Jon. Inundado en un mar de fe:. Cristianización del pueblo estadounidense, de 1990.
- Conforti, José A.Jonathan Edwards, la tradición religiosa y la cultura estadounidense, University of North Carolina Press. 1995.
- Gaustad, Edwin S.El Gran Despertar en Nueva Inglaterra(1957)
- Gaustad, Edwin S. "Los efectos de Teología de la Gran Despertar en Nueva Inglaterra," La RevistaMississippi Valley Historical, vol. 40, No. 4. (Marzo, 1954), pp 681-706. en JSTOR
- Goen, CCRevivalism y separatismo en Nueva Inglaterra, 1740-1800: congregacionalistas estricta y los bautistas independientes en el Gran Despertar, de 1987, Wesleyan University Press, ISBN 0-8195-6133-9.
- Hatch, Nathan O.La democratización de la cristiandad americana, de 1989.
- Heimert, Alan. La religión y la mente americana: Desde el Gran Despertar de la Revolución(1966)
- Isaac, Rhys. La transformación de Virginia, 1740-1790, de 1982, haciendo hincapié en los bautistas
- Kidd, Thomas S.El gran despertar: Las raíces de la cristiandad evangélica en la América colonial(2009) ISBN 0-300-15846-7.
- Lambert, Frank. Vendedor ambulante en la Divinidad: George Whitefield y los avivamientos Transatlántica;(1994)
- Lambert, Frank. "El despertar de Primera Gran: ¿De quién interpretativa ficción?" The New England trimestral, vol.68, n º 4 pp, 650, 1995
- Lambert, Frank. La invención de la "Gran Despertar"(1999).
- McLoughlin, William G.avivamientos, Despertares, y de la Reforma: Un ensayo sobre la religión y el cambio social en América, 1607-1977(1978).
- Schmidt, Eric Leigh. Santo Ferias: Escocia y la fabricación del resurgimiento de América(2001)
- Schmotter, James W. "La ironía de la profesionalidad de oficina: la Congregación de Nueva Inglaterra, los ministros y el Gran Despertar",'American Quarterly, 31 (1979), un estudio estadístico / 2712305 en JSTOR
- Stout, Harry. El dramaturgo Divina: George Whitefield y la subida del evangelismo moderno(1991)

### Historiografía
- Butler, Jon. "El entusiasmo y la describe denunció: El gran despertar de Ficción interpretativa." Journal of American History69 (1982): 305-25. en JSTOR
- Goff, Philip. "Avivamiento y la Revolución: Activa Historiográficas ya que la religión Alan Heimert y la mente estadounidense". Historia de la Iglesia, 1998 67 (4): 695-721. ISSN 0009-6407 texto completo en línea
- McLaughlin, William G. "Revisión del ensayo: la revolución americana como un renacimiento religioso:". El Milenio en un solo país '"Nueva Inglaterra, trimestral 1967 40 (1): 99-110. Jstor